# حسن الرباني
حسن الرباني هو ابن العلامة السيد إبراهيم الرباني ولد في تربت حيدرية بمحافظة خراسان في إيران. رجل عرفته الأوساط العلمية والدعوية في الجمهورية الإسلامية وخارجها بنشاطه الدائب في حقل التقريب، عاش في منطقة سيستان وبلوشستان ممثلا لولي أمر المسلمين في شؤون أهل السنة، فكان له هناك دوره المتميز في صدّ محاولات الفتن الطائفية. كما اهتمّ بأمر التقريب في الحقل العلمي فكان رئيسا للمركز العالمي للعلوم الإسلامية.

## بعض مناصبه الحكومية في إيران
1. امام جمعة مسجد سليمان في إيران.
2. رئيس المركز العالمي للعلوم الإسلامية.
3. نائب الرئيس في المجمع العالمي للتقريب بين المذاهب الإسلامية.
4. رئيس مكتب الإعلام الإسلامي للحوزة العلميّة في قم المقدّسة.
5. عضو في الهيئة التحريرية لمجلة التقريب.